# Makina Kimya Endüstrisi Ankaragücü Spor Kulübü (pallavolo femminile)
Il Makina Kimya Endüstrisi Ankaragücü Spor Kulübü è una squadra di pallavolo femminile di Ankara, appartenente alla omonima polisportiva e militante in Voleybol 2. Ligi.

## Storia
La squadra di pallavolo femminile nasce nel 2006 all'interno della polisportiva MKE Ankaragücü. Nei primi anni di attività prende parte alle categorie minori del campionato turco. Nella stagione 2009-10, dopo due promozioni consecutive, fa il suo esordio nella Voleybol 1. Ligi, classificandosi all'ottavo posto e prendendo parte ai play-off, in cui viene subito eliminato dal Fenerbahçe Spor Kulübü.